# Baladiyah
Baladiyah (en árabe: بلدية‎) es un tipo de división administrativa árabe del territorio que se puede traducir como municipio o distrito. El plural es baladiyat (en árabe: بلديات‎). Gramaticalmente, esta palabra es  el femenino de "rural".
En los municipios de Argelia, el término baladiyah se utiliza para referirse a los niveles terciarios de las divisiones de la administración, mientras que en los  municipios de Líbano y los municipios de Catar, se utiliza para las divisiones de nivel superior.
Los distritos de Libia eran llamados también baladiyah, si bien el dictador libio Muamar el Gadafi modificó la organización territorial del país sobre la base de la Jamahiriya, cambiando así su nombre por un término de su propia invención, shabiya.  Pero tras la Revolución libia contra  Gadafi, se ha recuperado, a partir de 2012, la denominación de baladiyah 
En el idioma turco, la palabra  Belediye, que es un préstamo lingüístico del árabe, significa municipio o ayuntamiento.